# Tanytarsus nemorosus
Tanytarsus nemorosus är en tvåvingeart som beskrevs av Edwards 1929. Tanytarsus nemorosus ingår i släktet Tanytarsus och familjen fjädermyggor. Arten är reproducerande i Sverige. Inga underarter finns listade i Catalogue of Life.